# Memorie pe tambur magnetic

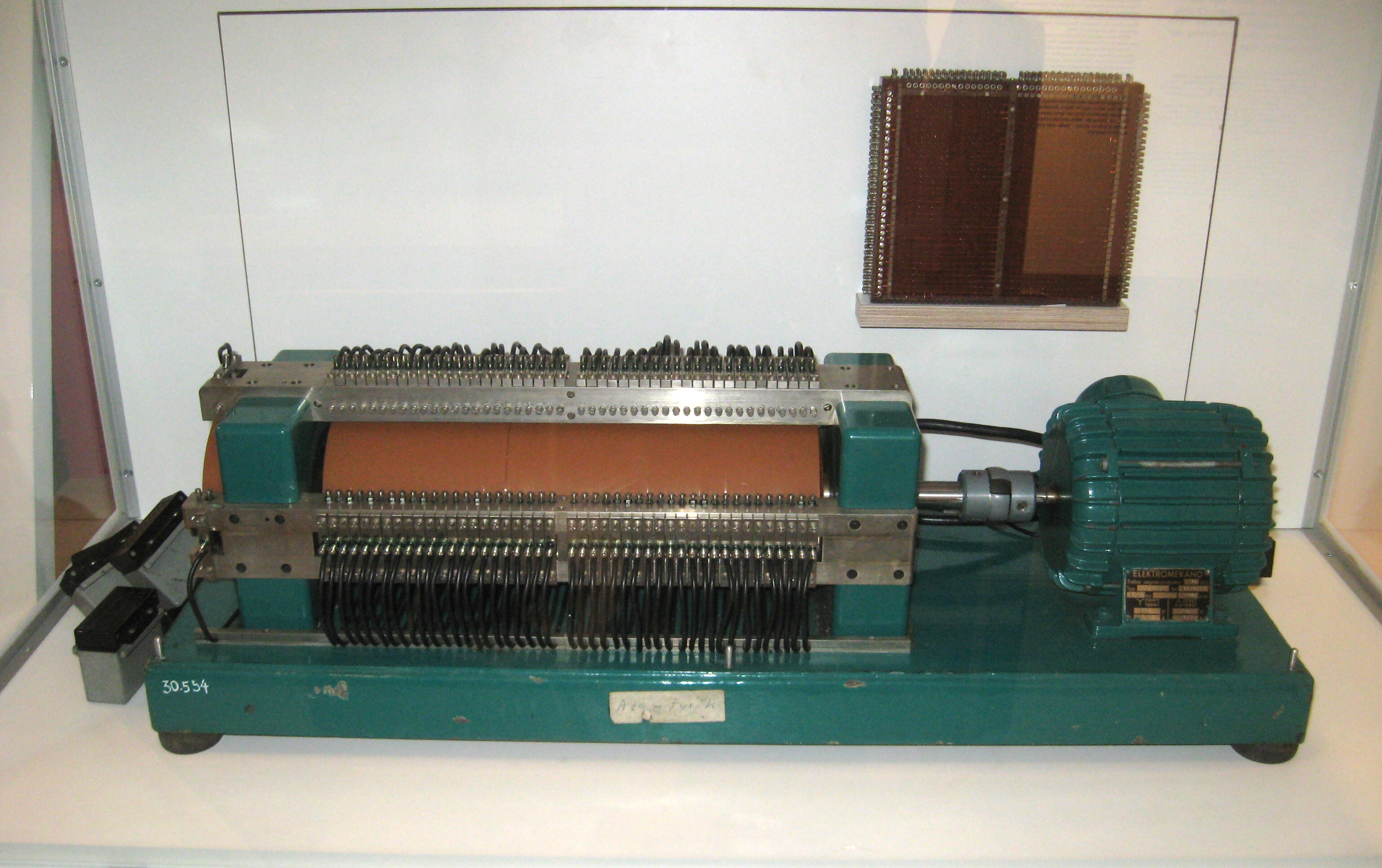
Memoria pe tambur a calculatorului BESK (Suedia)

Memoria pe tambur magnetic a fost un dispozitiv de memorare a datelor inventat de Gustav Tauschek în 1932 în Austria. Dispozitivul a fost larg folosit în anii 1950 și 1960 ca memorie a sistemelor de calcul cu tuburi electronice. În epocă acestea erau cunoscute drept mașini cu tambur. De asemenea, erau folosite și drept memorie auxiliară (en).
Memoriile pe tambur au fost înlocuite ca memorii interne de memoriile cu ferite, mai rapide, fără părți în mișcare, mai ieftine și având o densitate de stocare a datelor mai mare, iar ca memorii auxiliare de unitățile de discuri magnetice, mai ieftine și de capacitate mai mare. Fabricarea memoriilor pe tambur magnetic a încetat în anii 1970.

## Descriere
Dispozitivul era format dintr-un cilindru metalic acoperit la exterior cu un material feromagnetic. În acest sens poate fi considerat un strămoș al hard discurilor. În jurul său erau dispuse pe mai multe generatoare capetele de scriere/citire, câte unul pentru fiecare pistă. Controllerul, numit în epocă cuplor, selecta capul necesar și aștepta ca data necesară să ajungă în dreptul capului prin rotirea tamburului. Nu toate dispozitivele aveau capete fixe, câte unul pentru fiecare pistă. Unele, ca la memoria English Electric DEUCE sau la Univac FASTRAND aveau mai multe capete, care se deplasau relativ puțin, în contrast cu HDD-urile moderne, care au câte un cap pentru fiecare suprafață a platanelor.
Performanța memoriei pe tambur cu câte un cap pentru fiecare pistă este determinată aproape în întregime de viteza de rotație a tamburului. În perioada în care memoriile pe tambur erau folosite ca memorie de lucru (memorie internă) o procedură de optimizare (manuală sau automată, de exemplu cu Symbolic Optimal Assembly Program – SOAP era distribuirea instrucțiunilor pe suprafața tamburului astfel încât să minimizeze timpul de acces la intrucțiunea următoare. Poziționarea instrucțiunilor se făcea astfel încât instrucțiunea următoare era plasată imediat după timpul necesar unității aritmetice și logice să execute instrucțiunea curentă. Acest procedeu a fost folosit la începuturi și la HDD-uri.

## Utilizare

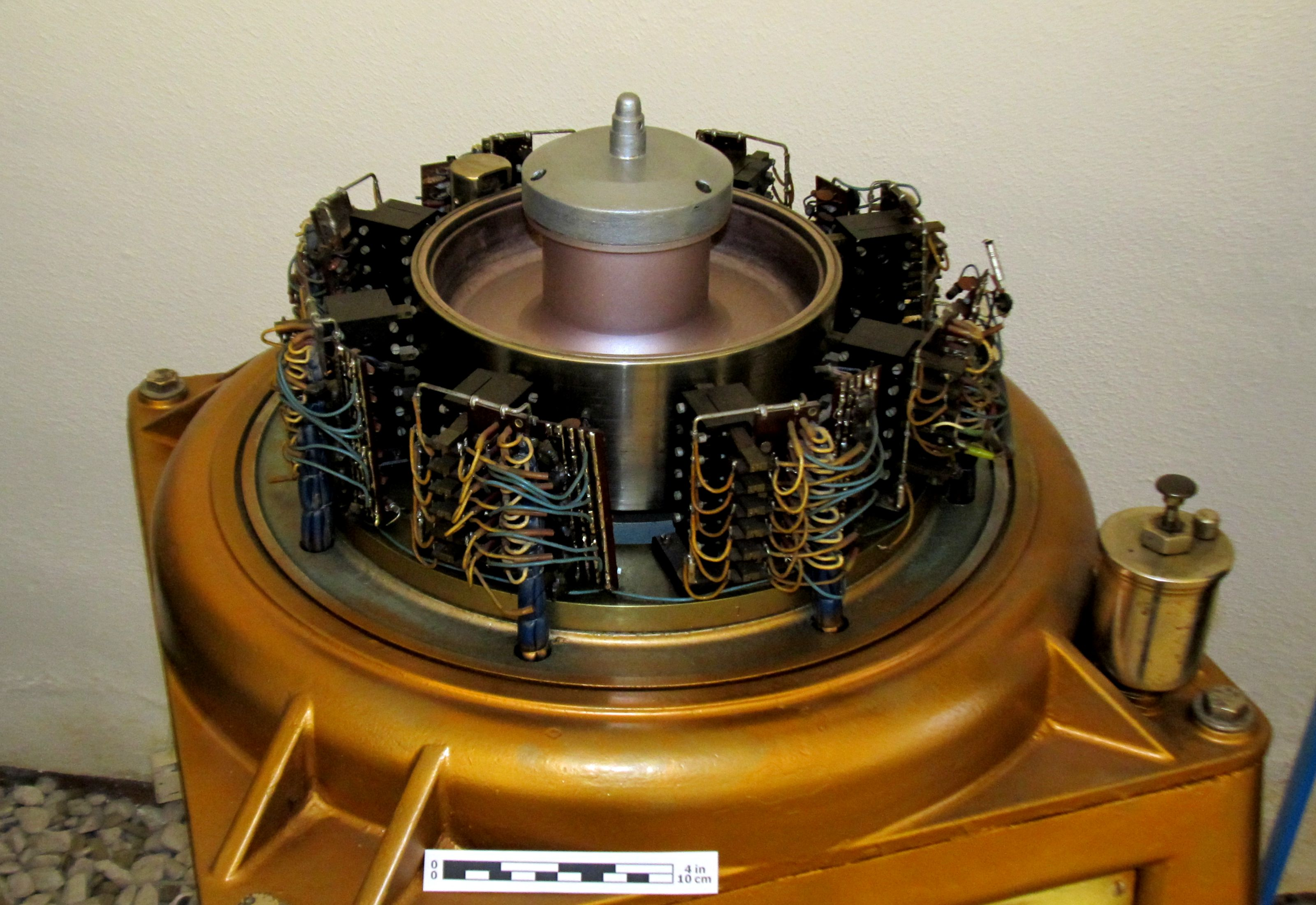
Tamburul memoriei MECIPT-1

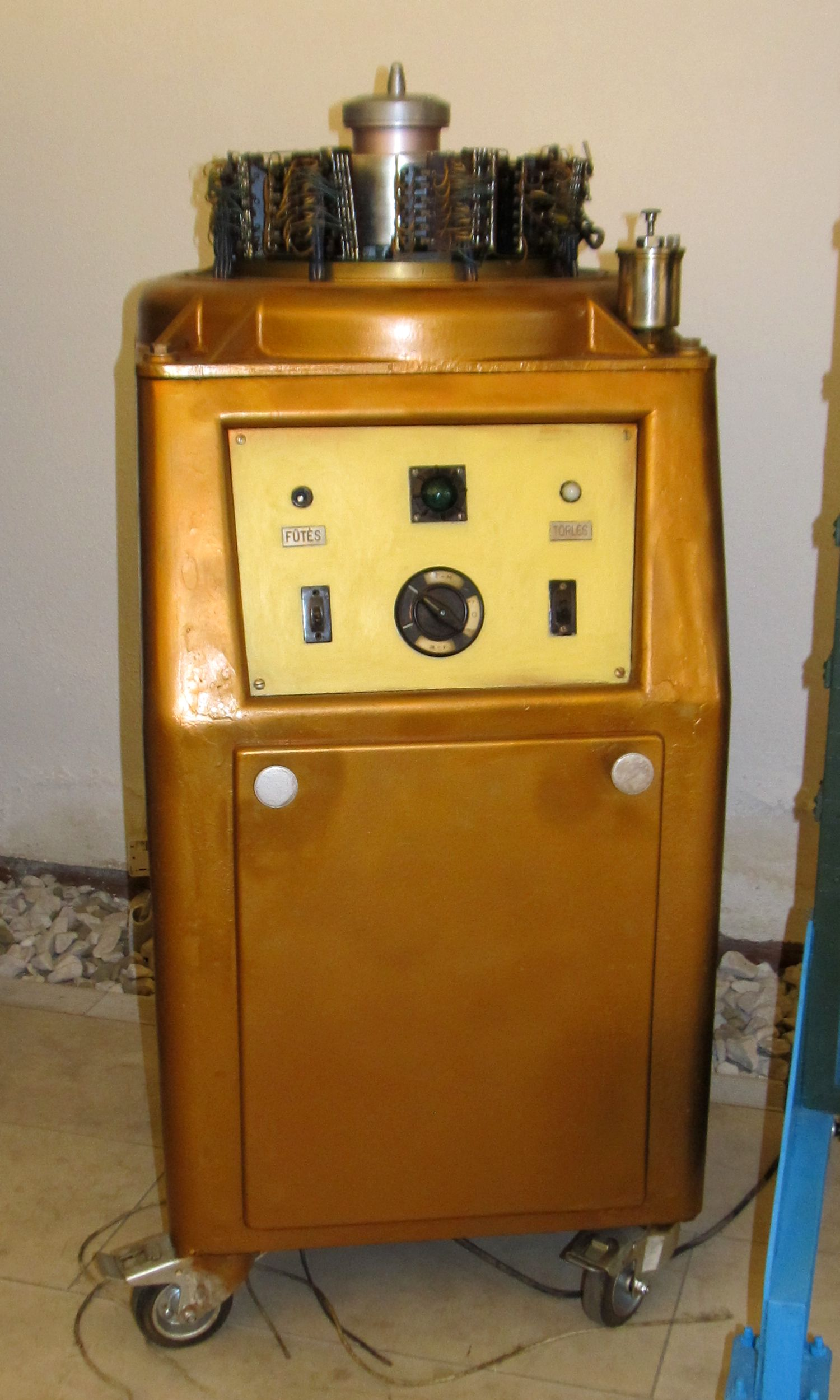
Instalația de memorie cu tambur magnetic a MECIPT-1

Dispozitivul original al lui Tauschek avea capacitatea de circa 500 000 de biți (61 Kiocteți).
Unul din primele calculatoare echipate cu memorie pe tambur a fost calculatorul Atanasoff–Berry (en). Însă principiul era diferit, stocarea informației se baza pe capacitate, nu pe magnetism. Pe suprafața exterioară a tamburilui erau contacte care făceau legătura cu condensatorii situați în interior.
Primul calculator produs în serie, IBM 650 (en), avea o memorie pe tambur de circa 8,5 Kiocteți, ulterior, la Model 4 dublând-o la 17 Kiocteți.
Prin anii 1970, calculatoarele PDP-11/45 (en) rulând sisteme de operare UNIX smai foloseau memoria pe tambur magnetic ca memorie auxiliară în tehnica paginării pentru memoria lor internă pe ferite. Acest fapt s-a propagat în distribuțiile BSD, unde expresia /dev/drum (un nume de „device”) este numele memoriei virtuale (en).
Primele calculatoare din România, de exemplu MECIPT-1 au folosit ca memorie de lucru (memorie internă) memorii pe tambur magnetic.